# Szőcs Katalin
Szőcs Katalin (Gyergyóújfalu, 1946. január 2.) erdélyi magyar vegyészmérnök, kémiai szakíró, Szőcs István vegyészmérnök felesége.

## Életpályája
Középiskoláit a gyergyószentmiklósi Salamon Ernő Líceumban végezte (1964), majd Iaşi-ban, a Műegyetem Vegyészmérnöki Karán szerzett diplomát. 1981-ben ugyanott a mérnök-doktori diplomát is elnyerte.
1969–80 között a Szentkeresztbányai Vasipari Vállalat keretében mint vegyész, kutató, osztály- és üzemvezető dolgozott; 1980–82-ben kémiatanár volt a szentegyházai Líceumban, 1982–83-ban oktató a galaci Politechnikán. 1983-tól Kolozsváron a Nehézgépgyárban technológus 1996-ig. 1996–98 között a Szegedi Tudományegyetem Analitikai Tanszékének, ill. a Debreceni Egyetem Fizikai-kémiai Tanszékének tudományos munkatársa.
Tagja az Erdélyi Múzeum-Egyesületnek (EMT), a Kriza János Néprajzi Társaságnak, az Erdélyi Szépmíves Céh alapító tagja. 
2002-től tagja az MTA külső köztestületének.

## Munkássága
Kutatási területei: az anyagvizsgálat, formázástechnika, fémgyártás és gyártmányfejlesztés; e területeken több mint 100 tanulmányt közölt, ebből 18-at szabadalmaztak. Megvalósítások:
- anyagvizsgálat, analitikai kémia: 4 találmány, 25 közölt tanulmány;
- formázástechnika: 6 találmány, 23 közölt tanulmány;
- fémgyártás: 8 találmány, 52 közölt tanulmány;
- határtudományok: 191 előadás, 31 közölt tanulmány.

Előadások: 284, az EME, EMT, KAB, Heltai Könyvtár keretében.
Első szaktanulmányát 1973-ban közölte a Revista de Chimie şi Chimie Analitică (Bukarest), továbbiakat a Revista de Chimie, Metalurgia, Revista de Calitate a Producţiei, Magyar Kémikusok Lapja, Kohászat, Korunk, Művelődés, Keresztény Szó, Vasárnap, EMT Műszaki Szemle (A főbb erdélyi agyagásványok. 2000/9–10; A főbb erdélyi homoktípusok. 2001/14).
Társszerzője a Formázó anyagok: szobrászat, kerámia, fémöntés, építészet c. kötetnek (Szőcs Istvánnal, Kolozsvár, 2006), munkatársa a Román-magyar műszaki szótárnak (Gloria, Kolozsvár, 2005).

### Kötetei
Önálló kötetei: A lét formavilága, GlobeEdit, Omniscriptum Publishing, Riga, 2018; A lélekharang, F@F International, Gyergyószentmiklós, 2019; Az ünnep fizikája, Idea Kiadó, Kolozsvár, 2020; Gyökereink I. F@F International, Gyergyószentmiklós, 2019; Gyökereink II. F@F International, Gyergyószentmiklós; Karácsony idusa. Észak, F@F International, Gyergyószentmiklós, 2021; Ősz, nyugat és a Föld, F@F International, Gyergyószentmiklós, 2021; Az élet dala, Exit Kiadó, Kolozsvár, 2021; Nyári fény. Délibáb, F@F International, Gyergyószentmiklós, 2021; Tavaszi szél. Kikelet, F@F International, Gyergyószentmiklós, 2021; Az ötödik égtáj, Exit Kiadó, Kolozsvár, 2023.

### Szakcikkei
1. Szocs Ecaterina, Szocs Stefan. Arderea elementelor din fonta in cuptor cu inductie cu captuseala acida. In Metalurgia 28, 1976, nr. 6, 312-315.
2. Szocs Ecaterina, Szocs Stefan, I. Molnar, A. Rus. Analiza comparativa a nisipurilor folosite in turnatoriile de fonta. In Metalurgia, 29, 1977, nr. 5, 252-258.
3. Szocs Ecaterina, Szocs Stefan. Nisipurile din zona Harghitei pentru folosirea lor in turnatorii. In Metalurgia, 30, 1978, nr. 6, 243-249.
4. Szocs Ecaterina, Szocs Stefan. Unele consideratii privind formarea la crud la presiuni inalte.I. In Metalurgia, 31, 1979, nr. 10, 525-529.
5. Szocs Ecaterina, Szocs Stefan. Unele consideratii privind formarea la crud la presiuni inalte. In Metalurgia, 31, 1979, nr. 12, 609-613.
6. Szocs Ecaterina, Szocs Stefan. Unele consideratii privind formarea la crud. III. In Metalurgia, 32, 1980, nr. 5, 235-250.
7. Szocs Ecaterina, Szocs Stefan. Modelarea matematica al amestecului de formarea in circuit inchis. In Metalurgia, 33, 1981, nr. 12, 653-655.
8. Szocs Ecaterina. Modelarea proceselor metalurgice care insotesc elaborarea in cuptorul cu inductie. In Metalurgia, 39, 1987, nr. 4, 178-179.
9. Szocs Ecaterina, Szocs Stefan. Incercari de purificare a fontei in cuptoare cu inductie cu creuzet. Demanganizare, desiliciere. I. In Metalurgia, Bucuresti, 40, 1988, nr. 12, 577-580.
10. Szocs Ecaterina, Toader Ovidiu. Reglarea procesului de formareturnare in amestec pe baza de silicat de sodiu si esteri lichizi. In Metalurgia, 41, 1989, nr. 7, 345-348.
11. Szocs Ecaterina, Szocs Stefan. Modelarea cineticii proceselor metalurgice care insotesc elaborarea in cuptor cu inductie. II. In Metalurgia, 42, 1990, nr. 1, 17-19.
12. Szocs Ecaterina, Szocs Stefan, Marton Laszlo. Incercarile fontelor albe inalt aliate rezistente la uzura. In Metalurgia, Bucuresti, 42, 1990, nr. 4, 185-189.
13. Szőcs Katalin. A vas finomítása indukciós kemencében való olvasztásnál. Kohászat, 127, 1994, 241-245. Budapest
14. Szőcs Katalin, Márton László, Szőcs István, Felicia Giurgea. A krómmal ötvözött hőálló vasöntvények élettartamát befolyásoló tényezők. Kohászat, 128, 1995, 2-3 sz., 67-70. Budapest
15. 15. Szőcs Katalin, Szőcs István, Márton László, Cherestes Tiberiu, Virag Péter. A krómmal ötvözött kopásálló vasöntvények élettartama. Kohászat, 129, 1996, 4. sz., 137-140. Budapest
16. Szőcs Katalin, Felicia Giurgea, V. Stanca. Gömbgrafitos öntvények vizsgálata ultrahanggal. Kohászat, 130, 1997, nr. 4, 125-129.
17. Szocs Ecaterina, Felicia Giurgea, Tensiunea superficiala si forma grafitului in zona de suprafata a pieselor din fonta cu grafit nodular, Metalurgia Bucuresti, nr. 1. 1997, p 35-45.
18. Szőcs Katalin, Bengeanu Monica. A főbb erdélyi agyagásványok. Műszaki Szemle. EMT, Kolozsvár, 2000, nr. 9-10, 34-43.
19. Szőcs Katalin. Magszárítás mikrohullámmal. Kohászat, 132, 1998, nr. 3-4, 91-95.
20. Szőcs Katalin. A főbb erdélyi homoktípusok. Műszaki Szemle, 2001, nr. 10, 36-44.
21. Szőcs Katalin, Bengeanu Monica: Erdélyi agyagásványok, EME Kolozsvár, Múzeumi Füzetek, 10/, 2001, nr. 1, 60-74.
22. Szőcs Katalin. A ferroötvözetek aktív magnéziumának meghatározása. Műszaki Szemle, 2001, nr. 16, 33-37.
23. Szőcs Katalin. Újabb technológiák a kalapácsmalmok hatékonyságának növelésére. 135, Kohászat, Budapest, 2002, nr. 2-3, 74-79.
24. Szőcs Katalin. A zsugorító mű fejlesztése új technológiákkal. Műszaki Szemle, Kolozsvár, 2003, nr. 21. 33-40.
25. Szőcs Katalin, Maria Vaida The border surface changis on the edge of the castings with nodular graghite. Materials Science, Testing and Informatics II. Vol. 473-474, p.153-158, 2003 október 12-15.
26. Szőcs Katalin. Újabb technológiák a zsugorító mű fejlesztésére. Dunaferr Műszaki és Gazdasági Közlemények, 2003, nr. 2, 97-103.
27. Szőcs Katalin. A golyósmalmok görgőinek üzemelési problémái, EMT, Műszaki Szemle, 2005, nr. 32, 50-54.
28. Szőcs Katalin. Az élet virága I. Erdélyi Toll, irodalmi és művelődési folyóirat, Székelyudvarhely, V, 2013. 1. szám, 193-198.
29. Szőcs Katalin. Az élet virága, II. Erdélyi Toll, irodalmi és művelődési folyóirat, Székelyudvarhely, V, 2013. 2. szám, 167-174.
30. Szőcs Katalin. A fokos és a nyíl I. Erdélyi Toll, irodalmi és művelődési folyóirat, Székelyudvarhely, V, 2013. 3. szám, 194-205.
31. Szőcs Katalin. A fokos II. Erdélyi Toll, Székelyudvarhely, V., 2013, 4. szám, 173-188.
32. Szőcs Katalin. Fokos III, Erdélyi Toll, VI, Székelyudvarhely, . 2014. 1. szám, 147-153.
33. Szőcs Katalin. Határfelületi változások a gömbgrafitos öntvény szövetében, Múzeumi Füzetek, Acta Scientiarium, Chimica, EME, Kolozsvár, 19-20/3, 2011–2012
34. Szőcs Katalin: A rokontudományok – természettudomány, geometria, művészettörténet, nyelvtudomány, bölcselet – és az etnológia kapcsolata. Acta Scientiorum Transilvanica Chimica, nr. 25/3, 2017, p 93-101.
35. Szőcs Katalin. A karácsony gyökerei I. Keresztény Szó, XXVIII, 11 sz, november, 7-12.
36. Szőcs Katalin: Szent László legendáiról és ábrázolásairól, Keresztény Szó, XXVIII, 12 sz, december, 25-28.
37. Szőcs Katalin: Fény, kígyó, bárány, Keresztény Szó, XXIX, 2018, 4 sz. Április, 12., 17.
38. Szőcs Katalin: A lét tükrös szerkezete, Keresztény Szó, XXIX, 2018, 6. Sz. Június, 24-29.
39. Szőcs Katalin: Sokadalom, szertartás, néperő, Keresztény Szó, XXIX, 2018, 7. Július, 34-36.
40. Szőcs Katalin: A kör mint szakrális mintázat, Keresztény Szó, XXIX., 2018, 12 sz. 8-12.
41. Szőcs Katalin: Népi hagyomány vagy régi tudás, Művelődés, LXXI, 2018, 11, november, 23-31.
42. Szőcs Katalin: A lét formavilága a természettudományok és a bölcselet kapcsolatában, Acta Scientiarum Transylvanica, Chimica, 2018, 26/3, 74-78.
43. Szőcs Katalin: A térszerkezet és a sav-bázis jelleg hasonló hatása az élő sejtekben. Acta Scientiarium Trasylvanica, 2023